# Anna-Lena Schwing
Anna-Lena Schwing (* 1996 in Bremen) ist eine deutsche Schauspielerin.

## Leben
Anna-Lena Schwing besuchte die Waldorfschule im Bremer Stadtteil Schwachhausen. Nachdem sie im Rahmen einer Schulaufführung 2009 zum ersten Mal auf der Bühne gestanden hatte, wurde Schwing 2010 in der Sparte Junges.Theater (MoKS) am Theater Bremen für die Rolle „Marieke“ in dem Theaterstück Ich kann Fliegen zähmen, echt wahr unter der Regie von Tanja Spinger besetzt.
2016 besuchte sie die Stella Adler Academy of Acting and Theatre in Los Angeles. Außerdem nahm sie an Schauspielseminaren des US-amerikanischen Schauspiellehrers Ron Burrus teil.
2013 stand sie erneut für das Theater Bremen in Wir sind diejenigen auf der Bühne, ein Stück, das die Beteiligten selber entwickelten.
Ihre erste größere Ensemblerolle im Fernsehen spielte Schwing 2014 in der zweiten Staffel der deutsch-australischen KiKa-Serie In Your Dreams, in der sie die neue Freundin Mia der Hauptrolle Ben verkörpert, die sowohl ein Fußballprofi ist als auch bei der lokalen Freiwilligen Feuerwehr arbeitet. Die Dreharbeiten der Serie fanden auf Englisch statt. Schwing spielte in zahlreichen weiteren Fernsehfilmen und Fernsehserien, so in Die Pfefferkörner, Großstadtrevier, Soko Köln, Engel der Gerechtigkeit und anderen.
2019 spielte sie eine Hauptrolle in dem NDR-Spielfilm Auf dem Grund. Sie verkörperte hier die Nichte und Tochter von Claudia Michelsen und Karin Hanczewski, die zur Leistungsschwimmerin trainiert wird. Der Film feierte auf dem 27. Filmfest Hamburg Premiere und wurde im März 2022 erstmals in der ARD ausgestrahlt. In der Thriller-Sci-Fi-Serie Sløborn (2020) spielte Schwing in der durchgehenden Rolle „Romy“ mit. In der 2023 produzierten Serie Pumpen führte sie gemeinsam mit Maximilian Mundt in fünf Folgen erstmals Regie, beide hatten zusammen dort auch einen Gastauftritt.
Anna-Lena Schwing wohnt in Berlin.

## Filmografie (Auswahl)
- 2013: Die Pfefferkörner (Fernsehserie, Folgen Geocaching; Folge In die Tonne)
- 2014–2015: In Your Dreams (Fernsehserie,  11 Folge)
- 2014–2021: Großstadtrevier (Fernsehserie, 3 Folgen)
- 2015: SOKO Köln (Fernsehserie, Folge Camilla und die tote Nonne)
- 2015: Engel der Gerechtigkeit (Fernsehserie, Folge Geld oder Leben)
- 2015: In aller Freundschaft – Die jungen Ärzte (Fernsehserie, Folge Wahrheiten)
- 2016: Familie Dr. Kleist (Fernsehserie, Folge Aller Anfang)
- 2016: Hilfe, wir sind offline! (Fernsehfilm)
- 2018: Die Affäre Borgward (Fernsehfilm)
- 2019: Die Diplomatin – Böses Spiel
- 2019: Todesengel (Fernsehfilm)
- 2020: Notruf Hafenkante (Fernsehserie, Folge AB negativ)
- 2020: Nord Nord Mord (Fernsehserie, Folge Sievers und die tödliche Liebe)
- 2022: Auf dem Grund (Fernsehfilm)
- 2020: Morden im Norden (Fernsehserie, Folge Versteckspiel)
- 2020–2021: Käthe und ich (Fernsehserie)
  - 2020: Zurück ins Leben
  - 2020: Papakind
  - 2021: Im Schatten des Vaters
  - 2021: Das Adoptivkind
- 2020–2024: Sløborn (Fernsehserie, 11 Folgen als Romy Stoever)
- 2021: Sörensen hat Angst
- 2021: Bettys Diagnose (Fernsehserie, Folge Neue Ziele)
- 2021: Friedmanns Vier (Fernsehserie, 8 Folgen als Maya Friedmann)
- 2022: Auf dem Grund (Fernsehfilm)
- 2023: 2 unter Millionen (Fernsehfilm)
- 2023: Marie Brand und die falsche Wahrheit (Fernsehfilmreihe)
- 2023: Wolfsjagd (Fernsehfilm)
- 2023: Rapunzel und die Rückkehr der Falken (Fernsehfilm)
- 2024: Das Traumschiff (Fernsehserie, Folge Phuket)
- 2024: Pumpen (Fernsehserie, Regie in 5 Folgen, Auftritt in einer Folge)